# Corcioveni
Corcioveni – wieś w Rumunii, w okręgu Gałacz, w gminie Brăhășești. W 2011 roku liczyła 199 mieszkańców.